# Psilopleura
Psilopleura é um gênero de traça pertencente à família Arctiidae.